# Chenango County
Chenango County ist ein County im Bundesstaat New York der Vereinigten Staaten. Bei der Volkszählung im Jahr 2020 hatte das County 47.220 Einwohner und eine Bevölkerungsdichte von 20,4 Einwohnern pro Quadratkilometer. Der Verwaltungssitz (County Seat) ist Norwich.

## Geographie
Das County besteht aus einem von Norden nach Süden leicht abfallenden Hügelland mit zwei Höhenzügen, die bis zu 150 Meter über die Umgebung aufragen. Dazwischen liegen zwei Flüsse, die von Norden nach Süden fließen: der Unadilla River im Westen und dem Chenango River, nach dem das County auch benannt wurde, im Osten. Zusätzlich durchfließt der Susquehanna River die nordöstliche Ecke des Countys.
Das County hat eine Fläche von 2.327,2 Quadratkilometern, wovon 13,2 Quadratkilometer Wasserfläche sind.

### Umliegende Gebiete
| Cortland County | Madison County | Otsego County   |
| Cortland County |                | Otsego County   |
| Broome County   | Broome County  | Delaware County |

## Geschichte
Erste Siedler aus den östlichen Gegenden werden ab etwa 1790 überliefert. Sie stammen in erster Linie aus den Bundesstaaten Connecticut, Vermont und den östlichen, stärker besiedelten Countys New Yorks. Davon kamen die meisten über das Tal des Chenango River bzw. des Susquehanna River. Unter den Siedlern aus Vermont wurden auch Flächen verteilt, die als Ersatz für die Doppelverkäufe von Land durch New York und Vermont reserviert worden waren, nachdem die Vermonter diese Bereiche durch den englischen König, der damals der oberste Landesherr war, zugesprochen bekommen hatten. Um 1792 entstand auch eine Kolonie französischer Siedlern aus dem heutigen Kanada in Greene, die aber in den folgenden Jahren von den englischen Siedlern verdrängt wurden.
Aufgrund der steigenden Bevölkerungszahlen der Gegend wurde Chenango County am 15. März 1798 als Ausgliederung aus Herkimer County und Tioga County gegründet (beide Countys wurden danach noch weiter unterteilt und haben deswegen keine gemeinsame Grenze mehr mit Chenango County). Zu diesem Zeitpunkt war die Fläche Chenango Countys noch erheblich größer. 1804 wurde die Fläche der Town Sangerfield an Oneida County übergeben, mit dem zu diesem Zeitpunkt noch eine gemeinsame Grenze bestand. Das änderte sich mit der Abspaltung von Madison County im Jahr 1806. Danach wurden keine wesentlichen Grenzänderungen vorgenommen.
Bedingt durch die geeigneten Böden entstand in diesem Landstrich, insbesondere entlang der Flussufer, ein hauptsächlich landwirtschaftlich genutztes Gebiet. Dabei wurde die Milchviehwirtschaft besonders wichtig; so bestanden 1860 im County 20 Molkereien. Um die dichtbesiedelte Ostküste besser mit dem versorgenden Hinterland zu versorgen, entstand ab 1833 der Chenango-Kanal, ein gut 150 km langer Treidelkanal zwischen Utica im Norden und Bingham im Süden, wo er in den Susquehanna River führte. Er führte weitgehend parallel zum Chenango River. Der Kanal wurde zwischen 1834 und 1878 betrieben, dann aber abgelöst durch die aufkommenden Eisenbahnen. Auch hier wurde das Tal des Chenango River zum wichtigsten Verkehrsweg, mit Norwich City als wesentlichem Knotenpunkt.
Auch heute noch ist Chenango County stark von der Milchviehwirtschaft geprägt; größter Arbeitgeber des Countys ist ein Joghurt-Hersteller.
41 Bauwerke und Stätten des Countys sind im National Register of Historic Places eingetragen (Stand 18. Februar 2018).

### Einwohnerentwicklung
| Jahr      | 1800   | 1810   | 1820   | 1830   | 1840   | 1850   | 1860   | 1870   | 1880   | 1890   |
| --------- | ------ | ------ | ------ | ------ | ------ | ------ | ------ | ------ | ------ | ------ |
| Einwohner | 15.666 | 21.704 | 31.215 | 37.238 | 40.785 | 40.311 | 40.934 | 40.564 | 39.891 | 37.776 |
| Jahr      | 1900   | 1910   | 1920   | 1930   | 1940   | 1950   | 1960   | 1970   | 1980   | 1990   |
| Einwohner | 36.568 | 35.575 | 34.969 | 34.665 | 36.454 | 39.138 | 43.243 | 46.243 | 49.344 | 51.768 |
| Jahr      | 2000   | 2010   | 2020   | 2030   | 2040   | 2050   | 2060   | 2070   | 2080   | 2090   |
| Einwohner | 51.401 | 50.477 | 47.220 |        |        |        |        |        |        |        |

Hinweis: Der Wert von 1810 ist lediglich aus der englischsprachigen Wikipedia ungeprüft übernommen worden, weil die Einwohnerzahlen für 1810 derzeit auf dem Server der Census-Behörde nicht verfügbar sind. (Stand: 22. Oktober 2020)

## Städte und Ortschaften
Zusätzlich zu den unten angeführten selbständigen Gemeinden gibt es im Chenango County mehrere villages.
| Ortschaft     | Status | Einwohner (2010) | Gesamte Fläche [km²] | Landfläche [km²] | Bevölkerungsdichte [Einwohner/km²] | Gründung      | Besonderheit                                            |
| ------------- | ------ | ---------------- | -------------------- | ---------------- | ---------------------------------- | ------------- | ------------------------------------------------------- |
| Afton         | town   | 2.581            | 120,5                | 118,7            | 21,7                               | 18. Nov. 1857 |                                                         |
| Bainbridge    | town   | 3.308            | 90,0                 | 88,9             | 37,2                               | 16. Feb. 1791 | Gründungsname „Jericho“; umbenannt am 15. April 1814    |
| Columbus      | town   | 975              | 97,1                 | 96,8             | 10,1                               | 11. Feb. 1805 |                                                         |
| Coventry      | town   | 1.655            | 126,6                | 126,1            | 13,1                               | 7. Feb. 1806  |                                                         |
| German        | town   | 370              | 73,7                 | 73,6             | 5,0                                | 21. März 1806 |                                                         |
| Greene        | town   | 5.604            | 195,9                | 194,4            | 28,8                               | 15. März 1798 |                                                         |
| Guilford      | town   | 2.922            | 160,5                | 159,8            | 18,3                               | 3. Apr. 1813  | Gründungsname „Eastern“; umbenannt am 21. März 1817     |
| Lincklaen     | town   | 396              | 68,0                 | 68,0             | 5,8                                | 12. Apr. 1823 |                                                         |
| McDonough     | town   | 886              | 102,6                | 101,1            | 8,8                                | 17. Apr. 1816 |                                                         |
| New Berlin    | town   | 2.682            | 120,6                | 119,5            | 22,4                               | 3. Apr. 1807  | Name zwischen 9. Mai 1821 und 22. März 1822 „Lancaster“ |
| North Norwich | town   | 1.783            | 73,2                 | 72,9             | 24,5                               | 7. Apr. 1849  |                                                         |
| Norwich City  | city   | 7.190            | 5,5                  | 5,5              | 1.307,3                            | 17. Apr. 1816 | Gründungsdatum als Village, zur City ernannt 1914       |
| Norwich Town  | town   | 3.998            | 108,9                | 108,7            | 36,8                               | 19. Jan. 1793 |                                                         |
| Otselic       | town   | 1.054            | 98,5                 | 98,4             | 10,7                               | 28. März 1817 |                                                         |
| Oxford        | town   | 3.901            | 156,5                | 155,6            | 25,1                               | 19. Jan. 1793 |                                                         |
| Pharsalia     | town   | 593              | 101,3                | 100,5            | 5,9                                | 7. Apr. 1806  | Gründungsname „Stonington“; umbenannt am 6. April 1808  |
| Pitcher       | town   | 803              | 73,8                 | 73,7             | 10,9                               | 13. Feb. 1827 |                                                         |
| Plymouth      | town   | 1.804            | 109,7                | 109,2            | 16,5                               | 7. Apr. 1806  |                                                         |
| Preston       | town   | 1.044            | 90,8                 | 90,3             | 11,6                               | 2. Apr. 1806  |                                                         |
| Sherburne     | town   | 4.048            | 112,9                | 112,8            | 35,9                               | 5. März 1795  |                                                         |
| Smithville    | town   | 1.330            | 131,9                | 130,7            | 10,2                               | 1. Apr. 1808  |                                                         |
| Smyrna        | town   | 1.280            | 109,2                | 109,0            | 11,7                               | 25. März 1808 | Gründungsname „Stafford“; umbenannt am 6. April 1808    |